# Easy on Me
Easy on Me ist ein Lied der britischen Sängerin Adele aus ihrem vierten Studioalbum 30 (2021). Adele schrieb den Song mit ihrem Produzenten Greg Kurstin. Columbia Records veröffentlichte es am 15. Oktober 2021 als Leadsingle des Albums. Das Lied erhielt positive Kritiken und avancierte zum weltweiten Nummer-eins-Hit.

## Hintergrund
Greg Kurstin war Produzent und Koautor von drei Titeln auf Adeles drittem Studioalbum, 25 (2015), das den Song "Hello" enthielt. Der Song wurde als Leadsingle des Albums veröffentlicht und erreichte in 36 Ländern Platz eins, und das Musikvideo brach den Vevo-Rekord für die meisten Aufrufe an einem Tag. Nach Abschluss der dazugehörigen Konzerttournee "Adele Live 2016" im Jahr 2017 hielt sie sich bedeckt. Im darauf folgenden Jahr begann Adele mit der Arbeit am Nachfolgealbum. Im September 2019 reichte sie die Scheidung von ihrem Ehemann Simon Konecki ein, was das Album inspirierte. Nachdem sie unter Angstzuständen gelitten hatte, nahm Adele Therapiesitzungen in Anspruch und reparierte ihre entfremdete Beziehung zu ihrem Vater. Die Auswirkungen der Scheidung auf ihren Sohn quälten Adele in den folgenden Jahren. Sie beschloss, regelmäßig Gespräche mit ihm zu führen, die sie auf Anraten ihrer Therapeutin aufzeichnete. Diese Gespräche inspirierten Adele zu ihrer Rückkehr ins Studio, und das Album nahm Gestalt an als ein Werk, das ihrem Sohn erklären sollte, warum sie seinen Vater verlassen hatte.
Adele schrieb Easy on Me zusammen mit ihrem Produzenten Kurstin. Die Strophen des Songs entstanden unter der Dusche. Adeles Freunde sagten ihr, sie solle "nicht so hart mit sich ins Gericht gehen und sich nicht zu sehr für ihre Entscheidungen bestrafen". Der Ratschlag kam bei ihr an, und sie beschloss, dass sie sanfter mit sich selbst umgehen musste. Adeles Freunde waren von einem ersten Ausschnitt unbeeindruckt, aber sie behauptete, dass sie ihre Geduld zu schätzen wüssten. Drei Songs waren im Rennen um die Veröffentlichung als Leadsingle von 30 (2021). Sie entschied sich schließlich für Easy on Me, weil es einen "mitreißenden Refrain" hatte und sich "wie ein Song für mich anfühlte"; sie sah es als den richtigen Song für ihre Rückkehr nach der Pause. Adele wollte vermeiden, etwas zu veröffentlichen, das sie zu mehr Ruhm verhelfen würde: "Es gibt kein bombastisches 'Hello', aber ich will nicht noch so einen Song. Dieser Song hat mich in Sachen Ruhm auf ein anderes Level katapultiert, das möchte ich nicht noch einmal erleben."

## Text und Musik
Es ist eine Ballade, bei der Adeles Gesang im Vordergrund steht und die von einer immer lauter werdenden Klavierbegleitung begleitet wird.
Im Text spricht sie ihre Scheidung an und bittet um Vergebung und Verständnis für ihren Sohn, ihren Ex-Mann und sich selbst.

## Auftritte
Adele sang Easy on Me zum ersten Mal live in ihrem CBS-Special Adele One Night Only (2021). Bei den 23. NRJ Music Awards am 20. November 2021 stellte sie das Lied erneut vor. Sie sang Easy on Me bei ihren Konzerten zur British Summer Time am 1. und 2. Juli 2022. Adele nahm den Song in die Setlist für Weekends with Adele auf, ihr Konzertprogramm für die Jahre 2022–2023.

## Musikvideo
Xavier Dolan, der bereits bei dem Musikvideo zu "Hello" Regie geführt hatte, führte auch bei dem Video zu Easy on Me Regie. Letzteres wurde am 15. und 16. September 2021 im selben Haus wie "Hello" gedreht, am Chemin Jordan und Domaine Dumont Chapelle Ste-Agnès in Sutton, Quebec. Das Video beginnt in Schwarz-Weiß und wechselt in der Mitte zu Farbe. Laut Camp macht es "da weiter, wo 'Hello' aufgehört hat".
Das Video wurde am 15. Oktober 2021 um Mitternacht britischer Zeit vor 200 000 Zuschauern während der Premiere auf YouTube veröffentlicht. Es erreichte innerhalb von 12 Stunden 12 Millionen Aufrufe und innerhalb von sechs Tagen nach der Veröffentlichung 90 Millionen. Einige Kritiker sahen darin eine Anspielung auf andere Musikvideos von Adele, darunter "Hello", "Rolling in the Deep" (2010) und "Chasing Pavements" (2008). Mittlerweile hat das Musikvideo 440 Mio. Aufrufe erzielen können. (Stand: August 2025)
Ein Video mit Outtakes bei der Produktion des Musikvideos wurde am 4. November 2021 veröffentlicht.

## Rezeption

### Preise
Bei den 65. jährlichen Grammy Awards gewann der Song von seinen vier Nominierungen den Preis für die beste Pop-Solo-Performance. Er wurde für mehrere andere Preise nominiert und gewann 2022 den Brit Award für den Song des Jahres.

### Rezensionen
Easy on Me wurde von den Musikkritikern gelobt.
Einige kommentierten die Produktion. McCormick meinte, der Song sei eine gewagte Rückkehr für Adele und veranschauliche den Kern dessen, "was Musik ist und warum sie uns so viel bedeutet".
Auch Will Hodgkinson von der Times fand Easy on Me gut und gewürzt, aber „ein Glanz von durch und durch amerikanischer Professionalität“ verhinderte seine emotionale Resonanz.
Adeles Gesang war Gegenstand von Kommentaren. Embley hielt ihn für einen ihrer besten: „Sie ist so elegant und kontrolliert, so durchdringend und ergreifend“ Nick Levine vom NME war der Meinung, dass der Song die hohen Erwartungen erfüllte, da Adele durch ihren Gesang und ihre Lyrik ungeschminkte Emotionen vermitteln konnte.

## Kommerzieller Erfolg

### Chartplatzierungen
Easy on Me entwickelte sich in zahlreichen Ländern zum Nummer-eins-Hit. Darunter in den USA mit vierfachen Platinstatus, Großbritannien mit Dreifachplatin, Schweiz mit Doppelplatin, Deutschland mit Platin und Österreich mit Goldstatus.
| ChartsChartplatzierungen       | Höchstplatzierung | Wochen |
| ------------------------------ | ----------------- | ------ |
| Deutschland (GfK)              | 1 (28 Wo.)        | 28     |
| Österreich (Ö3)                | 1 (27 Wo.)        | 27     |
| Schweiz (IFPI)                 | 1 (37 Wo.)        | 37     |
| Vereinigte Staaten (Billboard) | 1 (31 Wo.)        | 31     |
| Vereinigtes Königreich (OCC)   | 1 (39 Wo.)        | 39     |

| ChartsJahrescharts (2021)    | Platzierung |
| ---------------------------- | ----------- |
| Deutschland (GfK)            | 67          |
| Österreich (Ö3)              | 43          |
| Schweiz (IFPI)               | 37          |
| Vereinigtes Königreich (OCC) | 12          |

| ChartsJahrescharts (2022)      | Platzierung |
| ------------------------------ | ----------- |
| Deutschland (GfK)              | 72          |
| Österreich (Ö3)                | 57          |
| Schweiz (IFPI)                 | 34          |
| Vereinigte Staaten (Billboard) | 4           |
| Vereinigtes Königreich (OCC)   | 22          |

### Auszeichnungen für Musikverkäufe
| Land/Region                  | Auszeichnungen für Musikverkäufe (Land/Region, Auszeichnung, Verkäufe) | Verkäufe   |
| ---------------------------- | ---------------------------------------------------------------------- | ---------- |
| Australien (ARIA)            | 6× Platin                                                              | 420.000    |
| Belgien (BRMA)               | Platin                                                                 | 40.000     |
| Brasilien (PMB)              | 3× Diamant                                                             | 480.000    |
| Dänemark (IFPI)              | 2× Platin                                                              | 180.000    |
| Deutschland (BVMI)           | Platin                                                                 | 400.000    |
| Frankreich (SNEP)            | Diamant                                                                | 333.333    |
| Griechenland (IFPI)          | Platin                                                                 | 20.000     |
| Italien (FIMI)               | 3× Platin                                                              | 300.000    |
| Kanada (MC)                  | 7× Platin                                                              | 560.000    |
| Mexiko (AMPROFON)            | 2× Platin                                                              | 280.000    |
| Neuseeland (RMNZ)            | 5× Platin                                                              | 150.000    |
| Norwegen (IFPI)              | 3× Platin                                                              | 180.000    |
| Österreich (IFPI)            | Gold                                                                   | 15.000     |
| Polen (ZPAV)                 | 3× Platin                                                              | 150.000    |
| Portugal (AFP)               | 4× Platin                                                              | 40.000     |
| Schweden (IFPI)              | 2× Platin                                                              | 160.000    |
| Schweiz (IFPI)               | 3× Platin                                                              | 60.000     |
| Spanien (Promusicae)         | 3× Platin                                                              | 180.000    |
| Südafrika (RISA)             | 2× Platin                                                              | 40.000     |
| Vereinigte Staaten (RIAA)    | 4× Platin                                                              | 4.000.000  |
| Vereinigtes Königreich (BPI) | 4× Platin                                                              | 2.400.000  |
| Insgesamt                    | 1× Gold · 56× Platin · 4× Diamant ·                                    | 10.388.333 |

Hauptartikel: Adele (Sängerin)/Auszeichnungen für Musikverkäufe

## Coverversionen
Mehrere Künstler nahmen Coverversionen von Easy on Me auf. Kanye West und der Sunday Service Choir führten eine Coverversion mit geändertem Text auf, als Tribut an Virgil Abloh, der am 28. November 2021 starb. Am 4. Januar 2022 veröffentlichte Travis Barker ein Cover, bei dem er das Schlagzeug spielte und Gitarre und verwandelte sie in eine Rockballade. Das Vitamin String Quartet, dessen Geigerin Leah Zeger Adele bei dem One-Night-Only-Auftritt begleitet hatte, veröffentlichte am 4. März 2022 eine Version von Easy on Me mit Streichinstrumenten. Keith Urban performte eine Akustikgitarren-Coverversion des Songs während einer Show im März 2022. Easy on Me wurde auch schon von Kandidaten bei The Voice gecovert.